# Ōkita Saburō

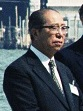
Am G7-Gipfel in Venedig 1980

Ōkita Saburō (jap. 大来佐武郎; * 3. November 1914 in Dalian, Mandschurei, heute: Volksrepublik China; † 9. Februar 1993 in Tokio) war ein japanischer Wirtschaftswissenschaftler und Politiker der Liberaldemokratischen Partei (Jiyūminshutō), der unter anderem von 1979 bis 1980 Außenminister war.

## Leben

### Ministerialbeamter und Wirtschaftsplaner
Ōkita Saburō, Sohn von Ōkita Shuji und Ōkita Hana, besuchte Hibiya-Mittelschule sowie das Dai’ichi Kōtō Gakkō in Tokio und begann 1934 ein Studium an der Ingenieurwissenschaftlichen Fakultät der Kaiserlichen Universität Tokio. Nach Abschluss des Studiums begann er seine berufliche Laufbahn 1937 als Mitarbeiter des Ministeriums für Kommunikation (Teishin-shō) und arbeitete zwischenzeitlich in der Behörde für die Entwicklung Ostasiens (Kōain), die 1938 vom ersten Kabinett Konoe zur Koordinierung der japanischen Politik in der Republik China geschaffen wurde. Am 26. August 1945 wechselte er kurz vor der Kapitulation Japans und dem damit verbundenen Ende des Zweiten Weltkrieges ins Außenministerium (Gaimu-shō), wo er sich in einer von Arata Sugihara geleiteten Forschungs- und Studiengruppe mit dem Wiederaufbau und der Entwicklung in der Nachkriegszeit befasste. Aus dieser Forschungsgruppe heraus gehörte er 1946 neben Tobata Seiichi und anderen zu den Verfassern des Abschlussberichts über die Grundprobleme des Wiederaufbaus der Wirtschaft für Premierminister Yoshida Shigeru.
Nach Abschluss der Forschungsgruppe wurde Ōkita am 10. April 1947 aus dem Außenministerium abgezogen und wechselte in die am 12. August 1947 gegründete Behörde für wirtschaftliche Stabilisierung. Dort war er als Leiter der Forschungssektion zwischen 1948 und 1951 maßgeblicher Autor des Weißbuchs für Wirtschaftsfragen. Im Anschluss arbeitete er von 1952 bis 1953 als Direktor der Abteilung für Wirtschaftsanalyse der UN-Wirtschaftskommission für Asien und den Fernen Osten (ECAFE). 1953 übernahm er in der aus der Behörde für wirtschaftliche Stabilisierung hervorgegangenen Agentur für Wirtschaftsplanung (Keizai-kikaku-chō) zunächst den Posten als Leiter der Sektion Wirtschaftliche Zusammenarbeit sowie 1957 als Generaldirektor der Planungsabteilung, ehe er schließlich 1962 Generaldirektor der Entwicklungsabteilung der Agentur für Wirtschaftsplanung wurde. In dieser Zeit arbeitete er ab 1960 maßgeblich an dem von Premierminister Ikeda Hayato angestrebten Einkommensverdopplungsplan mit, der bis 1969 eine Verdopplung des Bruttosozialprodukts als Volkseinkommen vorsah. Hierzu sollten die Ausgaben des öffentlichen Sektors erhöht und Steuern gesenkt werden. Zugleich sah der Plan Maßnahmen vor, der sowohl die Inflation als auch das Zinsniveau niedrig halten sollte.
1963 übernahm Ōkita Saburō den Posten als erster Präsident des Japanischen Zentrums für Wirtschaftsforschung JCER, deren Vorsitzender er im Anschluss zwischen 1973 und 1979 war. Daneben war er von 1965 bis 1980 Mitglied des UN-Ausschusses für Entwicklungsplanung. 1971 wurde ihm der Ramon-Magsaysay-Preis in der Kategorie Frieden und internationale Verständigung verliehen. 1973 wurde er zum Mitglied der American Academy of Arts and Sciences gewählt. Zugleich fungierte er von 1973 bis 1977 als Präsident des Fonds für überseeische wirtschaftliche Zusammenarbeit, aus der die heutige Japanische Bank für internationale Zusammenarbeit (Kokusai Kyōryoku Ginkō) entstand. Zugleich war er von 1973 bis 1977 Mitglied der japanischen Delegation der Trilateralen Kommission, die die internationale Zusammenarbeit zwischen Europa, Japan und Nordamerika fördern soll, sowie zwischen 1975 und 1977 Mitglied des Verwaltungsrates der Rundfunkgesellschaft NHK (Nippon Hōsō Kyōkai). 1977 wurde er mit einem Ehrendoktor der University of Michigan ausgezeichnet. 1977 bewarb er sich für die aus der Liberaldemokratischen Partei (Jiyūminshutō) entstandene Splittergruppe Neuer Liberaler Klub (Shin jiyū kurabu) ohne Erfolg für ein Mandat im Oberhaus (Sangiin).

### Außenminister, Ehrungen und Auszeichnungen
Am 9. November 1979 berief Premierminister Ōhira Masayoshi den nunmehr parteilosen Ōkita Saburō zum Außenminister  (Gaimu Daijin) in dessen zweites Kabinett, dem er bis zum 17. Juli 1980 angehörte. Am 22. und 23. Juni 1980 nahm er anstelle des kurz zuvor verstorbenen Premierministers Ōhira Masayoshi am G7-Gipfel in Venedig teil. Danach war er noch von Juli 1980 bis Dezember 1981 Regierungsbevollmächtigter für auswärtige Wirtschaftsbeziehungen. Nach seinem Ausscheiden aus dem Regierungsdienst übernahm er 1981 den Posten als Vorsitzender des Instituts für inländische politische Studien sowie im April 1982 bis 1987 als Präsident und Kanzler der privaten International University of Japan. 1984 wurde er zudem Vorsitzender des japanischen World Wide Fund For Nature (WWF). Ferner war er 1987 Mitglied der von den Vereinten Nationen eingesetzten Brundtland-Kommission für nachhaltige Entwicklung. 1990 war er außerdem Mitglied der Jury zur Verleihung des Rolex-Preises für Unternehmungsgeist.
Für seine internationalen Verdienste wurden ihm mehrere weitere Ehrendoktortitel verliehen, wie 1982 von der Australian National University, 1984 der University of British Columbia, 1987 der Princeton University, 1989 dem Asian Institute of Technology sowie 1990 der University of Hawaiʻi. Darüber hinaus wurde er 1986 mit dem Großkreuz des Orden der Aufgehenden Sonne (Kyokujitsushō) verliehen. 1992 erhielt er außerdem den Indira Gandhi Prize for Peace, Disarmament and Development.
Aus seiner am 14. April 1942 mit Kajii Hisako geschlossenen Ehe gingen vier Kinder hervor.

## Veröffentlichungen
- The Rehabilitation of Japan’s Economy and Asia, Public Information and Cultural Affairs Bureau, Ministry of Foreign Affairs, 1956
- Causes and Problems of Rapid Growth in Postwar Japan: And Their Implications for Newly Developing Economies, Japan Economic Research Center, 1967
- A Collection of Essays, Japan Economic Research Center, 1975
- Japan in the World Economy, Japan Foundation, 1975
- Australia, Japan and Western Pacific economic relations: a report to the Governments of Australia and Japan, Mitautor Sir John Grenfell Crawford, Australian Government Publishing Service, 1976
- Population, Natural Resources, Environment and Human Resources in Development, Nihon University, Population Research Institute, 1982
- Democracy Must Work: A Trilateral Agenda for the Decade : a Task Force Report to the Trilateral Commission, Mitautoren David Owen und Zbigniew Brzeziński, Trilateral Commission, 1984
- Economic Policy and Development: New Perspectives, Auburn House, 1985
- Japan's Challenging Years: Reflections on My Lifetime, Mitautor George Allen, Australia-Japan Research Centre, 1985
- The Crash of ’87: cause and consequence, challenge and response, Mitautoren Mohamed Noordin Sopiee, Cyrus Vance, Institute of Strategic and International Studies, Malaysia, 1987
- Japan in the World Economy of the 1980s, University of Tokyo Press, 1989
- Approaching the 21st century: Japan’s role, Japan Times, 1990
- The policy recommendations on „stabilization of the international monetary and trade systems“, Mitautoren Nihon Kokusai Fōramu, Teruhiko Mano, Japan Forum on International Relations, 1990
- The United States and Japan: Sharing Responsibility for Global Development, Mitautor John W. Sewell, Overseas Development Council, 1991
- Tightrope. Balancing economics and responsibility in Japanese diplomacy, 1979-1980, Institute for Domestic and International Policy Studies, 1992
- Postwar reconstruction of the Japanese economy, University of Tokyo Press, 1992
- Saburo Okita: A Life in Economic Diplomacy, Mitautor Dani Botsman, Australia-Japan Research Centre, Australian National University, 1993